# Andrea Sauvigny
Andrea Sauvigny (* 30. Dezember 1960 in Freiburg im Breisgau) ist eine ehemalige deutsche Volleyballspielerin.
Andrea Sauvigny war vielfache deutsche Nationalspielerin und belegte 1984 mit der bundesdeutschen Volleyball-Nationalmannschaft bei den Olympischen Spielen in Los Angeles Platz sechs. In den 1980er Jahren spielte sie mit ihren beiden Schwestern beim Bundesligisten SG/JDZ Feuerbach und in den 1990er Jahren beim Ligakonkurrenten TSG Tübingen.